# 布日
布日（法語：Bougy，法語發音：[buʒi] ⓘ）是法国卡尔瓦多斯省的一个市镇，属于卡昂区。

## 地理
布日（49°6'43"N, 0°31'27"W）面积3.03 平方千米，位于法国诺曼底大区卡爾瓦多斯省，该省份为法国西北部沿海省份，北濒大西洋英吉利海峡，东北与滨海塞纳省以海上边界相接，东临厄尔省，南至奧恩省，西与芒什省接壤。
与布日接壤的市镇（或旧市镇、城区）包括：埃夫勒西、加夫吕、瓦科涅-讷伊、瓦勒达里。

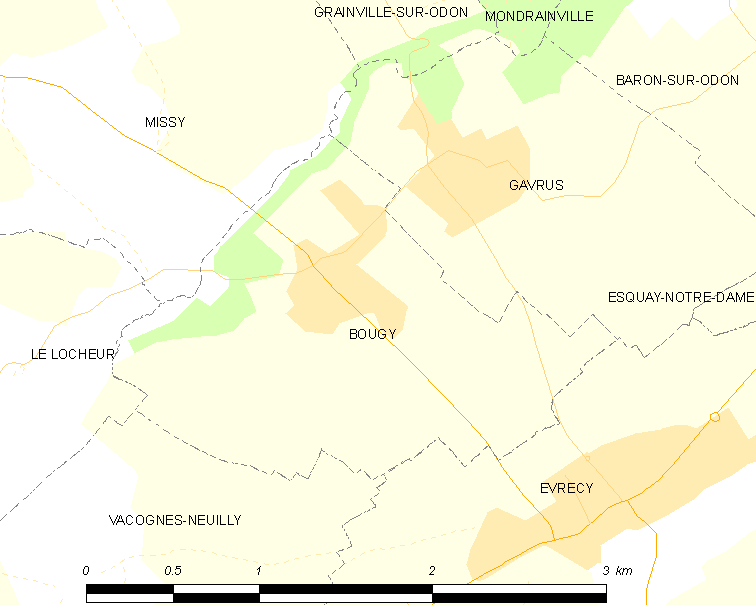
布日的OSM定位图

布日的时区为UTC+01:00、UTC+02:00（夏令时）。

## 行政
布日的邮政编码为14210，INSEE市镇编码为14089。

## 政治
布日所属的省级选区为埃夫勒西县。

## 人口

1962-2008年间布日人口变化图示

布日于2022年1月1日时的人口数量为381人。